# 동화면
동화면(東化面)은 전라남도 장성군 서쪽에 위치한 면이다. 넓이는 28.8km2이고, 인구는 2016년을 기준으로 2,285명이다.

## 행정 구역
| 법정리 | 행정리                             | 비고            |
| ------ | ---------------------------------- | --------------- |
| 구룡리 | 구룡1리, 구룡2리                   |                 |
| 구림리 | 구림1리, 구림2리, 구림3리          | 면사무소 소재리 |
| 남산리 | 남산1리, 남산2리                   |                 |
| 남평리 | 남평1리, 남평2리, 남평3리          |                 |
| 동호리 | 동호1리, 동호2리                   |                 |
| 송계리 | 송계1리, 송계2리                   |                 |
| 용정리 | 용정1리, 용정2리                   |                 |
| 월산리 | 월산1리, 월산2리, 월산3리, 월산4리 |                 |